# Menhir de la Pointe-de-Guéritte
Le menhir de la Pointe-de-Guéritte est un menhir situé à Quiberon, dans le département français du Morbihan.

## Historique
Le menhir fait l’objet d'un classement au titre des monuments historiques par arrêté du 10 juillet 1933.

## Description
Le menhir est constitué d'un bloc de granite de 1,80 m de hauteur pour une largeur à la base de 1,10 m.
L'allée couverte de la Pointe-de-Guéritte est située 50 m plus au sud.